# Дом архитектора Болдырева
Дом архитектора Болдырева — объект культурного наследия регионального значения, который располагается в городе Новочеркасске Ростовской области по адресу улица Красноармейская, 18.

## История
Владельцем дома, по проекту которого сооружение и было построено, был архитектор Сергей Иванович Болдырев. По специальности он был инженером-строителем. В связи со своей деятельностью, о Болдыреве есть упоминание в «Памятной книжке Области войска Донского», датируемой 1900 годом. Сергей Иванович занимал должность титулярного советника, а позже стал надворным советником. Был членом комиссии по вопросам сооружения Войскового Вознесенского кафедрального собора, который построили в 1903 году и открыли в 1905 году. Известно, что его связывали родственные узы с генералом Белявским, которому принадлежал особняк по улице Красноармейской, 15. Болдырев был архитектором здания Русско-Азиатского банка, построенного в 1905 году и известного как здание бывшего Дома пионеров. Сергей Иванович дружил с архитектором Г. И. Сальниковым, Я. И. Коротченковым, художником И. И. Крыловым и скрипачом К. И. Думчевым.
По приблизительным подсчетам, архитектор спроектировал и построил около 25 домов в городе, в том числе и свой дом по улице Красноармейской, 18, построенный им в 1905 году. В 1914 году к дому был пристроен флигель, в котором жила Надежда Васильевна Сальникова. Ее муж Г. М. Сальников, был репрессирован в 1938 году.
С 1992 года особняк признан объектом культурного наследия регионального значения и памятником архитектуры. Известно, что в доме по этому адресу также проживала внучка его первого владельца — Татьяна Борисовна Болдырева.

## Описание
Двухэтажный дом, который не особо выделяется декоративным убранством, присущим тому периоду застройки.